# Text sacru

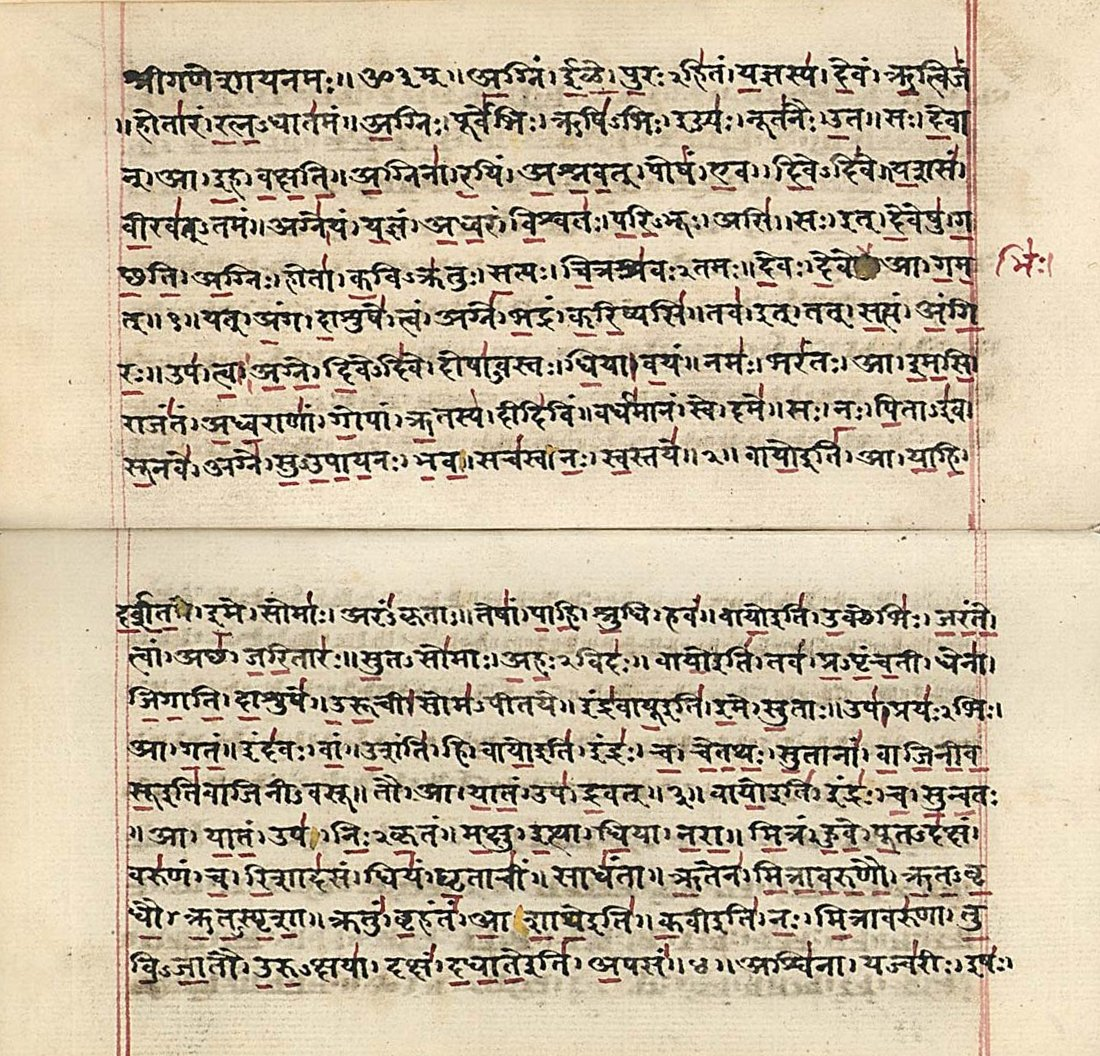
Manuscrisul Rigveda (cântarea vedică) în Devanagari, o scriptură a hinduismului, datat 1500–1000 î.Hr. Este unul din cele mai vechi texte religioase din orice limbă indo-europeană.

Textul sacru, prin expresia „sfântă carte” sau „sfântă scriptură”, la singular sau la plural, face referire fie la forma scrierii (înțeleasă ca o tehnică particulară de a scrie - în special la tehnica hieroglifică, care etimologic asta înseamnă, provenind din termenii grecești hierós („sacru”) și glyphós („scris”) - fie ca un particular gen literar, ca în cazul fiecăreia dintre cărțile sfinte. În cea mai mare parte a bibliografiei existente se folosește această expresie în special pentru a se desemna Biblia (ca ansamblu de cărți sau de texte sacre ale creștinismului). 
Cărțile sacre au diferite forme de prezentare (sul, codex, un singur volum, mai multe volume, tomuri, culegeri), vechimi și grade de sfințenie atribuite de credincioși religiilor lor. Multe astfel de scrieri au existat inițial ca mituri de tradiție orală memorate și transmise din generație în generație mai înainte de a fi notate și de a deveni scrieri, ceea ce a sporit semnificativ prestigiul lor.   În aproape toate religiile persistă moduri diferite de a recita sau de a cânta toate sau o parte din cărțile sacre, cu voce tare sau mental, ca formă de rugăciune sau în diferite ritualuri. 

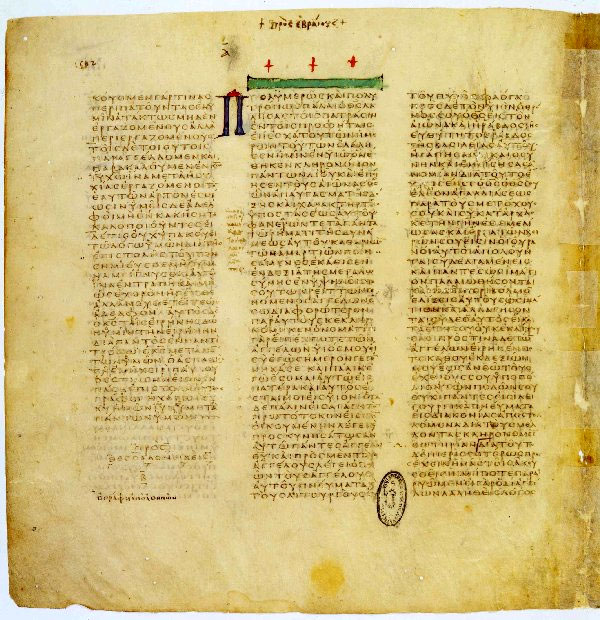
O pagină din Codex Vaticanus în Vechiul și Noul Testament grecesc

În religiile monoteiste (numite și religii avraamice sau religii ale cărții), Tanach-ul este textul sacru al iudaismului; Biblia (compusă din Vechiul Testament - identică Tanach-ului în ce privește adăugirea textelor Deuterocanonice - și ale Noului Testament) este textul sacru al creștinismului; iar Coranul este textul sacru al islamului. Printre religiile orientale, scripturile sacre ale hinduismului sunt patru, Vedele și Upanișadele reprezentând două dintre ele. 
Înțelese drept cărți „revelate” de divinitate, ele sunt considerate surse teologice pentru fiecare dintre aceste religii, reprezentând învățăturile și principiile de bază pe care adepții lor se străduiesc să le urmeze.  
Deși civilizațiile antice copiau încă de la începuturile lor textele prin metoda scrierii de mână  (Cartea Morților din Egiptul Antic, spre un exemplu), prima scriitură tipărită pentru distribuirea în masă a fost Sutra Diamantului în anul 868 (Canoanele Buddhismului); în timp ce Biblia Gutenberg a fost tipărită abia în anul 1455. 

## Puncte de vedere
Există diferite atitudini față de textele sacre. Unele religii urmăresc să-și facă cât mai publice textele scrise, în timp ce altele merg pe principiul că respectivele texte trebuie să rămână oculte publicului larg și să fie rezervate doar propriilor credincioși și propriilor inițiați.
Majoritatea religiilor adoptă politici care definesc limitele textelor sacre, controlând sau interzicând modificările și completările. Unele religii consideră textele lor sacre drept „cuvântul lui Dumnezeu”, de multe ori susținând că textele sunt inspirate de Dumnezeu și, ca atare, nu sunt pretabile modificărilor. 
Traducerile textelor pot primi binecuvântare oficială, dar de multe ori limba sacră originală reprezintă de facto cel mai înalt grad de importanță absolută sau exclusivă. Unele religii furnizează texte în mod gratuit sau pe cale subvenționată; altele o fac contra unui preț și sub rezerva strictei respectări a drepturilor de autor. 
Exemple de scriituri care folosesc vreo formă de standardizare: Sri Guru Granth Sahib Ji (aparținătoare Sikhism-ului) apare întotdeauna cu o numerotare standard a paginilor, în timp ce alte religii (precum cele avraamice și derivate de-ale lor) sunt în favoarea semnalării textului prin capitole și versete. 

## Autoritatea textelor religioase
Autoritatea relativă a textelor religioase se dezvoltă în timp și derivă din acceptarea, aplicarea și utilizarea acestora de-a lungul generațiilor. Unele texte religioase sunt acceptate sau clasificate ca canonice, unele necanonice, iar altele extra-canonice, semi-canonice, deutero-canonice, pre-canonice sau post-canonice.
În unele religii (de exemplu, în creștinism), textele canonice includ un anumit text (Biblia). În altele (hinduism, budism), „nu a existat niciodată un canon definitiv”. 

## Istoria textelor religioase
Unul dintre cele mai vechi texte religioase cunoscute este Imnul Templului din Kesh din Sumerul antic,  un set de tăblițe de lut inscripționate pe care oamenii de știință le datează de obicei în jurul anilor 2600 î.Hr. Epopeea lui Ghilgameș din Sumer, deși considerată doar de unii savanți ca fiind text religios, are origini din 2150 î.Hr. și este una dintre cele mai timpurii scrieri literare care include diverse figuri mitologice și teme de interacțiune cu divinul. Rigveda, o scriptură a hinduismului, este datată la 1500 î.Hr. Este unul dintre cele mai vechi texte religioase complete cunoscute care a supraviețuit până în epoca modernă. 
Există multe date posibile ale primelor scrieri care pot fi legate de tradițiile talmudice și biblice, dintre care cea mai veche se găsește în documentele scribilor din secolul al VIII-lea î.e.n., urmată de arhivele administrației templelor din secolele al VI-lea  și al V-lea î.Hr., cu o altă dată la care specialiștii se pun de acord fiind secolul al II-lea î.Hr. Deși este un text semnificativ în istoria textului religios datorită utilizării pe scară largă în rândul confesiunilor religioase și a utilizării sale continue de-a lungul istoriei, textele tradițiilor avraamice sunt un bun exemplu al lipsei de certitudine în ceea ce privește datele și definițiile textelor religioase. 
Ratele ridicate de producție în masă și de distribuție a textelor religioase nu au început până la inventarea tiparului în 1440, înainte de care toate textele religioase erau copii scrise de mână, din care existau cantități relativ limitate în circulație. 